# ص
‎（阿拉伯语：‎）是阿拉伯字母中的第14個字母，屬於太陽字母。

## 概要

### 字源
源於腓尼基字母𐤑，與希伯來字母「צ」同源。與「ض」的差別僅在點的有無。

### 讀音
在現代標準阿拉伯語中發音為咽化清齒齦擦音/sˤ/或/ᵴ/。

### 字體變化
依據字母在詞語位置的不同，其書寫形式也會有所變化：
| 在词语中的位置：        | 独立 | 尾部 | 中部 | 首部 |
| ----------------------- | ---- | ---- | ---- | ---- |
| 誊抄体： （显示异常？） | ص‎    | ـص‎   | ـصـ‎  | صـ‎   |
| 波斯体： （显示异常？） | ص‬    | ـص‬   | ـصـ‬  | صـ‬   |